# Olympijský mezičas
Olympijský mezičas je český dokumentární film, který natočila japonsko-česká režisérka Haruna Honcoop, uveden byl v roce 2023. Film se zabývá dopady pořádání olympijských her ve třech městech – Paříži, Pekingu a Tokiu. Ve filmu jsou zpracovány také osudy chátrajících stadiónů v Athénách a Olympii.
Film měl premiéru na filmovém festivalu v Jihlavě a autorčiným cílem bylo představit neudržitelnost olympijských her, především ekonomickou, ale i urbanistickou, ekologickou a sociální.
Práce na dokumentu probíhaly 6 let, autorka využívala svého vztahu k Tokiu, ale i znalostní Pekingu, kde několik let žila.

## Obsah
V dokumentu jsou představeny osudy 5 míst, kde se olympijské hry konaly v minulosti a v případě Paříže, Pekingu a Tokia se konaly buď podruhé, nebo bylo jejich druhé konání v plánu. Sama autorka v rozhovoru pro Seznam zprávy uvedla, že v dokumentu nechtěla hledat jen nevýhody olympijských her, vyzdvihla například vznik dopravní infrastruktury při letní olympiádě v Athénách v roce 2004. Přesto podle ní z dokumentů vychází, „že negativ je víc“.
Autorka v dokumentu ukazuje osudy stadionů, které jsou podle ní značně naddimenzované, ale i místních, kteří jsou často nuceně vystěhováváni, nebo jsou přinejmenším vyrušování intenzivními stavebními pracemi.